# Lac des Oulettes d'Estom Soubiran
Pour les articles homonymes, voir Oule et Estom Soubiran (homonymie).
Le lac des Oulettes d'Estom Soubiran est un  lac pyrénéen français situé administrativement dans la commune de Cauterets dans le département des Hautes-Pyrénées, dans le Lavedan en Occitanie.
Le lac a une superficie de 7 ha pour une altitude de 2 387 m.

## Toponymie
En occitan, oule signifie « cirque, cuvette glaciaire » donc oulette, le petit cirque. Estom provient d'« eth soum » donc etsom, le sommet, en patois, mais déformé progressivement pour faciliter la prononciation. Soubiran signifie « sud, qui est au-dessus, qui est plus haut, plus vers le sud ». Donc Estom Soubiran est le sommet au sud.

## Géographie
Le lac des Oulettes d'Estom Soubiran est  un lac naturel situé dans l'enceinte du parc national des Pyrénées, dans la vallée de Lutour au lieu-dit d'Estom Soubiran.

### Topographie
|                        |                                                   | Pic de Pébignau (2 895 m)    |
| Lac de Labas (2 281 m) | lac des Oulettes d'Estom Soubiran                 | Lac de Malh Arrouy (2 584 m) |
| Pic de Labas (2 946 m) | Lac Couy (2 281 m) Col d'Estom Soubiran (2 652 m) |                              |

### Hydrographie
Le lac est alimenté par les eaux ramassées du petit cirque d'Estom Soubiran et du  gave d'Estom Soubiran et a pour émissaire le même gave.

## Protection environnementale
Le lac est situé dans le parc national des Pyrénées.

## Voies d'accès
Le lac des Oulettes d'Estom Soubiran est accessible par le versant nord depuis l'hôtellerie de la Fruitière par le sentier du lac d'Estom et son refuge, prendre le sentier d'Estom Soubiran en longeant le gave d'Estom Soubiran.
Par le versant est, par la vallée de Cestrède depuis le parking aux granges de Bué, suivre l'itinéraire du lac de Cestrède puis suivre vers le lacot d'Era Oule (2 296 m) et passé par le col de Malh Arrouy (2 745 m).